# カルベオールデヒドロゲナーゼ
カルベオールデヒドロゲナーゼ（carveol dehydrogenase）は、次の化学反応を触媒する酸化還元酵素である。
(-)-trans-カルベオール + NADP+ {\displaystyle \rightleftharpoons } (-)-カルボン + NADPH + H+
反応式の通り、この酵素の基質は(-)-trans-カルベオールとNADP+、生成物は(-)-カルボンとNADPHとH+である。
組織名は(-)-trans-carveol:NADP+ oxidoreductaseで、別名に(-)-trans-carveol dehydrogenaseがある。